# Sulphur Springs (Indiana)
Sulphur Springs is een plaats (town) in de Amerikaanse staat Indiana, en valt bestuurlijk gezien onder Henry County.

## Demografie
Bij de volkstelling in 2000 werd het aantal inwoners vastgesteld op 346.
In 2006 is het aantal inwoners door het United States Census Bureau geschat op 325, een daling van 21 (-6,1%).

## Geografie
Volgens het United States Census Bureau beslaat de plaats een oppervlakte van
0,8 km², geheel bestaande uit land. Sulphur Springs ligt op ongeveer 324 m boven zeeniveau.

## Plaatsen in de nabije omgeving
De onderstaande figuur toont nabijgelegen plaatsen in een straal van 12 km rond Sulphur Springs.